# Putzbrunn
Putzbrunn là một thị xã ở thuộc huyện Munich, Bayern nước Đức